# Vellamo Planitia
Vellamo Planitia est une plaine située sur Vénus dans le quadrangle de Vellamo Planitia. Elle a été nommée en référence à Vellamo, sirène dans la mythologie carélo-finnoise.